# Скандраков, Сергей Вячеславович
Сергей Вячеславович Скандраков (21 октября 1876, Мглин, ныне Брянская область, Россия — 2 августа 1953 года, Караганда) — белорусский учёный-агроном, публицист, краевед; псевдонимы: Сергей Мглинский; Янка с Большого Поля.

## Биография
Учился в Слуцкой и Минской гимназиях, окончил Московский сельскохозяйственный институт (1906). Участвовал в работе Минского общества любителей изящных искусств. Публиковался в газете «Минский листок». Во время революции 1905—1907 годов являлся членом Минского комитета Белорусской социалистической громады, редактором-издателем газеты «Голос Белоруссии» (вышел 1 номер 1 января 1906 года в Минске, запрещена властями), где опубликовал своё революционное произведение «Сказка о голых и собольи шубы», стихи на белорусском языке Франциска Богушевича и Янки Лучины. Один из основателей книжного товарищество «Минчанин».
В 1907—1910 в минских газетах печатал политические сказки. С 1911 года — директор Красноградской опытной станции в Полтавской губернии, с 1921 года — белорусской агрономической станции в Банцеровщине, профессор БГУ, БСХА. Работал в Инбелкульте (1923—1925 года, ответственный секретарь Центрального бюро краеведения) и Бел НИИ сельского и лесного хозяйства. Являлся заместителем председателя Белорусского Вольно-Экономического общества при Белорусском государственном политехническом институте (1921—1922).
6 июля 1930 года был арестован ГПУ БССР по делу «Союза освобождения Беларуси». Осуждён по постановлению коллегии ОГПУ СССР 10 апреля 1931 года за «вредительство и антисоветскую агитацию» к 5 годам лишения свободы. Наказание отбывал в Ярославле. Освобождён 15 ноября 1934 года После освобождения работал на научных и педагогических должностях в Ярославле, Мичуринске, Душанбе, Алмате, Караганде. Реабилитирован судебной коллегией по уголовным делам Верховного суда БССР 15 ноября 1957 года.
Автор рассказа «Аграном Сэрадэля» (1924), научно-популярных очерков по агрономии, статей по краеведению. Был хорошо знаком с Янкой Купалой и Якубом Коласом, переписывался с Владимиром Короленко.
Сергей Скандраков послужил прототипом для образа учёного Кандаковича в трилогии Якуба Колоса «На росстанях» («На перепутье»).
Был женат, имел ребёнка.